# Huo Da
Huo Da (xinès simplificat:  霍达, pinyin Huò Dá) (Pequín 1945 -) periodista, guionista i escriptora xinesa, d'ètnia hui. Guanyadora del Premi Mao Dun de Literatura de l'any 1991 per la seva obra 穆斯林的葬礼 (The Muslim's Funeral).

## Biografia
Huo Da va néixer a Pequín el 26 de novembre de 1945, en una família musulmana d'acadèmics molt interessats en l'art i la literatura. Es va graduar a l'Institut d'Enginyeria i Tecnologia de Pequín el 1966. Va dedicar-se a la traducció durant molts anys i, després del 1976, va ser traslladat al Centre d'Art de la Televisió de Pequín per dedicar-se a la creació a temps complet. El 1981, va treballar com a guionista al Beijing Television Art Center.
Va ser successivament membre del 8è Comitè Nacional de la Conferència Consultiva Política del Poble Xinès, representant del 9è Congrés Nacional Popular i membre del 10è i 11è Comitè Nacional de la Conferència Consultiva Política del Poble Xinès. Va ser representant a la Quarta Conferència Mundial de les Nacions Unides sobre les Dones i membre de la International Who’s Who of Women.
Totes les seves novel·les tracten de moments crítics del passat i són representacions fictícies de la història. És una escriptora amb un fort sentit de la responsabilitat social. El seu gran nombre de reportatges tracta de problemes als quals s'enfronta la gent comuna, com ara la manca de protecciób dels drets dels consumidors i altres qüestions que afecten els ciutadans comuns.

## Obres destacades
- 1982 : 穆斯林的葬礼 (The Muslim's Funeral)
- 1982 : 我不是猎人 (I'm not a Hunter)
- 1985 : 红尘 (Red Dust) Adaptada al teatre el 2004
- 1988 : 国殇 (War)
- 1997 : 补天裂 (The split Sky)
- 万家忧乐 (The Worry and Joy of Thousands of Households)
- 龙驹 (Dragon Foal)
- Magpie Bridge
- Mending Heaven (补天 裂)